# Рачов Євген Михайлович
Євген Михайлович Рачов (рос. Евгений Михайлович Рачёв; 8 лютого 1906 — 2 липня 1997) — радянський художник-анімаліст, графік, ілюстратор. Народний художник РРФСР, лауреат Державної премії РРФСР імені М. К. Крупської.

## Біографія
Народився в Томську. Дитинство провів у Сибіру у родині діда. Після закінчення громадянської війни пробрався крізь усю країну на південь до Новоросійська. Працював у порту вантажником.
У 1928 році з відзнакою закінчив Кубанський художньо-педагогічний технікум, потім недовго навчався у Києві в художньому інституті, з 1930 року почав співпрацювати у різних видавництвах як художник-ілюстратор. Його книжкові ілюстрації було помічено, і Є. Рачова було запрошено працювати у Москві у створеному 1932 року першому державному видавництві книжок для дітей — Детгиз.
Учасник німецько-радянської з жовтня 1941 до 1945 року. Війну розпочав у ополченні під Москвою. У 1945 році був відряджений з армії для святкового оформлення Москви разом з іншими художниками.
У 1960-х роках, після створення видавництва «Детский мир»(рос.) (з 1963 року — «Малыш»(рос.)), став головним художником і майже 20 років працював у ньому.
Помер 2 липня 1997 року. Похований на Калитниковському цвинтарі у Москві.

## Творчість

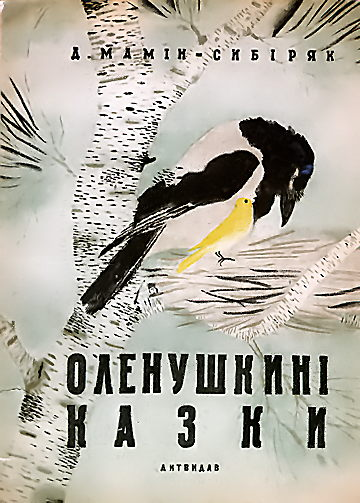
Д. Мамін-Сібіряк. Оленушкині казки. Художник-оформлювач Євген Рачов. 1935.

Провідна тема творчості Є. Рачова — ілюстрації українських, російських, башкирських, білоруських, болгарських, північних народних казок, байок, казок класиків російської та світової літератури. Крім того, автор ілюстрацій багатьох збірок віршів, оповідань та казок про природу та тварин, авторами яких були О.Іваненко, М. Вороний, В. В. Біанкі, М. М. Пришвін, П. М. Барто, Д. Н. Мамін-Сибіряк, В. М. Гаршин та інші.
Серед ілюстрованих ним книг байок та сатиричних казок, написані І. А. Криловим, М. Є. Салтиковим-Щедріним, Л. М. Толстим, Р. Помбо, І. Я. Франком, С. В. Міхалковим, М. О. Булатовим.
З усього різноманіття казкових сюжетів і байок вибирав ті, які були ближчими йому як художнику-анімалісту, в яких головними, а іноді єдиними героями виступають тварини.
Прагнучи до психологічної виразності та соціальної загостреності образів, художник використовував тонко помічені їм природні якості, звички та звички тварин, вводив у свої ілюстрації костюм, обстановку, предмети побуту.

## Нагороди
- заслужений діяч мистецтв РРФСР.
- народний художник РРФСР (1963).
- Срібна медаль АМ СРСР за ілюстрації до байок І. А. Крилова (1961).
- Почесний диплом Міжнародної Ради з дитячої та юнацької літератури ЮНЕСКО (IBBY), яка присуджує Міжнародну премію імені Ганса Крістіана Андерсена за ілюстрацію до книги українських народних казок «Колосок» (1986).
- Нагорода глядацьких симпатій — «Золотий ключик» за багаторічну роботу (1996).
- Державна премія РРФСР імені М. К. Крупської (1973) — за ілюстрації та оформлення книг для дітей та юнацтва: «Терем-Теремок», «Байки» І. А. Крилова, «Байки» С. В. Міхалкова.